# Anacreont
|  | Per al planeta fictici Anacreont, vegeu la llista de planetes de la Saga de La Fundació |

Anacreont (en llatí Anacreon, en grec antic Ἀνακρέων) (circa 573 aC - circa 488 aC) fou un poeta líric grec nascut a Teos, Jònia.
Les notícies sobre la seva vida són escasses. Va viure en la seva joventut a Teos i més tard va marxar amb la majoria dels habitants de la seva ciutat, a Abdera, quan Teos va ser conquerida per Hàrpag, general persa de Cir II el Gran, aproximadament el 540 aC, segons Estrabó.
Va passar una part de la seva vida a Samos, on el tirà Polícrates el va protegir i Anacreont li va escriure força cançons elogiant-lo. A la mort del tirà (522 aC), va anar a Atenes convidat pel tirà Hiparc que va enviar una galera amb cinquanta remers a buscar-lo. Allà es va trobar amb Simònides i altres poetes que Hiparc havia reunit al seu entorn. Es va relacionar amb l'aristocràcia atenenca i amb la família dels Pisistràtides. Va destacar la bellesa de Críties, fill de Dròpides. Després de la caiguda d'Hiparc, les notícies desapareixen (514 aC), però la tradició diu que va morir amb 85 anys (potser al 478 aC) a algun lloc d'Àtica. Els atenencs li van erigir una estàtua a l'Acròpoli. Simònides va escriure dos epitafis sobre ell recollits a l'Antologia palatina, i un dels dos sembla indicar que va ser enterrat a Teos, on hauria tornat després del 514 aC, però una tradició diu que en va fugir altre cop un temps després d'esclatar la Revolta Jònica, aproximadament el 495 aC. La tradició diu que va morir ofegat per una pansa que es menjava.
Es conserven 170 fragments dels seus poemes. La seva poesia, condicionada per l'acceptació de les tiranies, trasllada al domini jònic la lírica monòdica eòlia; abomina la guerra i canta al vi i a l'amor, tant homosexual com heterosexual; en l'obra sobresurt la ironia i un fort erotisme reflectit amb delicadesa i preocupat per la mesura. Utilitzava mètriques variades, i en els seus poemes sobre l'amor i el vi, va crear un tipus de mètrica singular anomenada Anacreòntica, que després va ser molt imitada. Hi ha una descripció d'ell, feta per poetes contemporanis i posteriors, que el fa un vell amb els cabells grisos sospirant per les jovenetes i els jovenets, però cal pensar que quan escrivia a la cort de Polícrates era un jove entusiasmat per aquests mateixos temes. Juntament amb Safo i Alceu, és un dels tres grans lírics monòdics de la Grècia antiga. A l'època de Suides existien encara cinc llibres de poemes d'Anacreont, però actualment només s'han conservat alguns fragments que no es consideren espuris.